# Louis Lacombe (homme politique)
Pour les articles homonymes, voir Louis Lacombe et Lacombe.
Louis Lacombe, né le 11 décembre 1853 à Rodez (Aveyron) et mort le 3 juillet 1927 à Rodez, est un homme politique français.

## Biographie
Notaire, il est maire de Rodez en mars 1886. Il fut révoqué par décret le 27 février 1898, ainsi que son conseil municipal par le décret du 20 avril 1898. Ceci provoqua de nouvelles élection où il fut réélu le 20 juin 1898. Il resta le maire de cette ville jusqu'en 1925.
Conseiller général et député de l'Aveyron de 1893 à 1898 et de 1902 à 1906, siégeant au groupe de la gauche radicale.
C'est lui qui, à la Chambre des députés, proposa le 6 avril 1905, les inventaires dans la discussion de la loi de séparation des Églises et de l'État. Ces inventaires amenèrent les troubles de 1906 appelés querelle des inventaires.

## Hommages
- Monument à Louis Lacombe (1908), buste en bronze de Denys Puech, dans le jardin du Foirail à Rodez[6].
- Avenue Louis Lacombe à Rodez.